# Sertanópolis
Sertanópolis este un oraș în Paraná (PR), Brazilia.